# Buchet
Buchet település Németországban, Rajna-vidék-Pfalz tartományban. Lakosainak száma 246 fő (2023. december 31.).

## Népesség
A település népességének változása:
| Lakosok száma | 251  | 236  | 237  | 237  | 232  | 249  | 246  |
|               | 1975 | 2015 | 2017 | 2019 | 2021 | 2022 | 2023 |